# ماریو کومر
ماریو کومر (ایتالیایی: Mario Kummer؛ زادهٔ ۶ مهٔ ۱۹۶۲) دوچرخه‌سوار اهل آلمان است.
وی در مسابقات کشوری و بین‌المللی در مجموع برندهٔ ۱ مدال طلا شده‌است.